# Holoblemmus
Holoblemmus is een geslacht van rechtvleugeligen uit de familie krekels (Gryllidae). De wetenschappelijke naam van dit geslacht is voor het eerst geldig gepubliceerd in 1925 door Bolívar.

## Soorten
Het geslacht Holoblemmus omvat de volgende soorten:
- Holoblemmus reductus Uvarov, 1935
- Holoblemmus schulthessi Bolívar, 1925